# Tu parte del trato
Tu parte del trato es una serie de televisión argentina creada por Guillermo Amoedo, Amaya Muruzábal producida por  Pol-ka Producciones, Turner y  Dopamine para TNT y Canal 13 en 2019. Esta protagonizada por Nicolás Cabré, Eleonora Wexler y Jazmín Stuart. También, contó con las actuaciones especiales de Gustavo Garzón, Carola Reyna, Federico Olivera, Romina Ricci, Roberto Vallejos, Fabián Arenillas, Natalia Lobo,  Federico Salles, Julieta Vallina, Silvia Kutika, Loren Acuña y el primer actor Hugo Arana.  
Se estrenó oficialmente el 29 de octubre en la pantalla de TNT, mientras que en Canal 13 hará lo propio el miércoles 30. El jueves 1 de noviembre, los ocho episodios estarán disponibles en la plataforma en Flow.

## Sinopsis
Carlos Gianola es un empleado de una importante empresa financiera. Su especialidad es evaluar y detectar oportunidades en el mercado. Sin embargo, su enorme talento y expertise en la materia no suelen ser reconocidos. Su jefe es capaz de privarlo de un merecido ascenso para promover a gente de su propio riñón, que no poseen ni la mínima preparación técnica. Esta situación lo tiene sumamente hastiado.
Un día conoce a Patricia Arriola, una mujer intrigante con la que intima. Ella le hace una propuesta que, en apariencia, parece inocente: hacer un pacto para librarse mutuamente de las personas que odian. En el caso de Carlos, el primero en la lista es claramente su superior.
A la mañana siguiente, de regreso a su rutina, Carlos se entera de que su jefe ha sido asesinado. Un sudor frío recorre su cuerpo: ¿Su deseo se hizo realidad? Luego del fatídico hecho, no vuelve a tener noticias de Patricia...hasta tres años después.
Aquella mujer reaparece exigiendo ahora "su parte del trato": es el turno de Carlos de hacer algo por ella. Debe arruinarle la vida a María Cortés, persona con la que Patricia está más que enemistada. Víctima de un chantaje, el analista financiero es utilizado para ejecutar una venganza: ¿Será capaz de llevar a cabo este siniestro plan?

## Producción
La serie fue anunciada el 17 de julio y se filmó en Buenos Aires.

## Elenco
- Nicolás Cabré - Carlos Gianola
- Eleonora Wexler - María Cortés
- Jazmín Stuart - Patricia Arriola
- Gustavo Garzón -  Daniel Aliendro
- Carola Reyna - Amanda Arriola
- Federico Olivera - Fernando Cox
- Romina Ricci - Irma
- Roberto Vallejos - Rodrigo Blanco
- Fabián Arenillas - Raúl Donoso
- Hugo Arana - Juan Carlos Gianola
- Natalia Lobo - Carmela
- Federico Salles - Leonardo Blum
- Julieta Vallina - Pamela
- Silvia Kutika - Graciela de Cortés
- Loren Acuña - Rosita
- Julieta Barceló - Camarera
- Marcelo Melingo - Julián Goldman
- Silvina Acosta - Vivianne
- Constanza Espejo - Carolina
- Pablo Flores Maini - Octavio
- Diego Julio - Forense
- Matias Sánchez- Empleado
- María Colloca - Marisa
- Federica Perez Anile  - Jenny

## Episodios
| N.º (serie) | Título                             | Director    | Guionista(s)     | Emisión original        | Audiencia |
| ----------- | ---------------------------------- | ----------- | ---------------- | ----------------------- | --------- |
| 1           | «El trato»                         | Jorge Nisco | Guillermo Amoedo | 30 de octubre de 2019   | 8.3       |
| 2           | «La víctima»                       | Jorge Nisco | Guillermo Amoedo | 6 de noviembre de 2019  | 9.2       |
| 3           | «La letra chica»                   | Jorge Nisco | Guillermo Amoedo | 13 de noviembre de 2019 | 8.3       |
| 4           | «La carnada»                       | Jorge Nisco | Guillermo Amoedo | 20 de noviembre de 2019 | 7.6       |
| 5           | «Donde una empieza y otra termina» | Jorge Nisco | Guillermo Amoedo | 27 de noviembre de 2019 | 8.2       |
| 6           | «Diez a cero»                      | Jorge Nisco | Guillermo Amoedo | 4 de diciembre de 2019  | 8.2       |
| 7           | «Piel de oveja»                    | Jorge Nisco | Guillermo Amoedo | 11 de diciembre de 2019 | 6.5       |
| 8           | «Veneno, cuchillos y fuego»        | Jorge Nisco | Guillermo Amoedo | 18 de diciembre de 2019 | 8.0       |